# Fabiana Cantilo y los Perros Calientes
Fabiana Cantilo y los Perros Calientes es el segundo álbum de estudio de la cantautora argentina Fabiana Cantilo, ésta vez como integrante del grupo Los Perros Calientes liderada por Gabriel Carambula. El álbum fue producido por Fito Páez y fue publicado en el año 1988.

## Características
En este álbum, Cantilo comparte protagonismo con Gabriel Carámbula, el líder de la banda Los Perros Calientes. La formación se completa con Guillermo Altamiranda, Cay Gutiérrez y Marcelo Capasso.
Los Perros Calientes nacen luego de la disolución de "La Puñalada Amistosa": banda de Rythm and Blues integrada por Gabriel Carambula, Pablo Memi y Juanse (Quienes luego serían Los Ratones Paranoicos).
Así es como Carambula forma su propia formación Stone, uniendo a sus "canes" con Fabi Cantilo como primer vocalista. 
La cantante venía de haber desarmado su grupo con el cual presentaba en vivo su primer disco solista "Detectives" y Fito Páez, (para quien Carambula ya había grabado en el año anterior para "Ciudad De Pobres Corazones") decidió que sería el productor del segundo álbum de Fabiana y el primero de Los Perros Calientes. 
El álbum cuenta con la mayoría de temas de Carámbula. A su vez hay una composición de Cantilo y otra de Páez. Las canciones destacadas son: «Nada», «Empire State» y Solo Dame Un Poco, para el cual se grabó un videoclip con imágenes de la banda actuando en el mítico Prix D'Ami. 

## Lista de canciones
| N.º | Título                  | Música                              | Duración |  |
| 1.  | «Nada»                  | Gabriel Carámbula                   |          |  |
| 2.  | «Sólo dame un poco»     | Fabiana Cantilo y Gabriel Carámbula |          |  |
| 3.  | «Deja que suba»         | Gabriel Carámbula                   |          |  |
| 4.  | «Piojos del submundo»   | Gabriel Carámbula y Marcelo Capasso |          |  |
| 5.  | «Ella me toca y se va»  | Gabriel Carámbula y Marcelo Capasso |          |  |
| 6.  | «Dos veinte a tu amor»  | Fito Páez                           |          |  |
| 7.  | «Empire State»          | Fabiana Cantilo                     |          |  |
| 8.  | «Siento llegar»         | Gabriel Carámbula y Marcelo Capasso |          |  |
| 9.  | «Ya no creo en tu amor» | Gabriel Carámbula                   |          |  |
| 10. | «Mujer problema»        | Gabriel Carámbula                   |          |  |

## Vídeos musicales
- Solo dame un poco

## Personal

### Músicos
- Fabiana Cantilo: Voz.
- Gabriel Carámbula: Guitarras y vocales.
- Marcelo Capasso: Bajo.
- Cay Gutierrez: Teclados.
- Guillermo Altamiranda: Batería.

### Músico invitado
- Fito Páez: Teclados.

### Técnico
- Producción artística: Fito Páez.
- Dirección artística: Adolfo San Martín.
- Técnico de grabación: Gustavo Gauvry.
- Coordinación de producción: Javier Quesada.
- Grabado en el estudio Del Cielito entre noviembre y diciembre de 1987.
- Fotografías: Estudio Massa.
- Arte y diseño: El Jardín S. G.